# Colombia en los Juegos Mundiales de Kaohsiung 2009
Colombia participó en los Juegos Mundiales de 2009. El organismo responsable del equipo olímpico fue el Comité Olímpico Colombiano, así como las federaciones deportivas nacionales de cada deporte con participación. Los Juegos Mundiales de Kaohsiung 2009 son la tercera mejor presentación de una delegación colombiana en toda su historia, con sus doce medallas logradas, una medalla por abajo de las obtenidas en Akita 2001 y por debajo de la presentación de Cali 2013. 

## Medallistas
| Medalla                                               | Nombre                       | Deporte               | Evento                                    | Fecha                               |
| ----------------------------------------------------- | ---------------------------- | --------------------- | ----------------------------------------- | ----------------------------------- |
| Medalla de oro · Medalla de plata · Medalla de bronce | Andrés Felipe Muñoz          | Patinaje de velocidad | Sprint 500 m 300 m Eliminación 15 000 m   | 19 de julio 17 de julio 18 de julio |
| Medalla de oro · Medalla de plata                     | Manuel Otalora               | Bolos                 | Individual Dobles mixto                   | 22 de julio 20 de julio             |
| Medalla de oro · Medalla de bronce                    | Pedro Causil                 | Patinaje de velocidad | 1000 m 300 m                              | 18 de julio 17 de julio             |
| Medalla de oro                                        | Jorge Luis Cifuentes         | Patinaje de velocidad | Eliminación 15 000 m                      | 18 de julio                         |
| Medalla de plata · Medalla de plata                   | Martha Lucía Ramírez Cardona | Patinaje de velocidad | Eliminación 10 000 m Eliminación 15 000 m | 17 de julio 18 de julio             |
| Medalla de plata                                      | Nelson Garzon                | Patinaje de velocidad | Eliminación 10 000 m                      | 17 de julio                         |
| Medalla de plata                                      | Anggie Ramírez               | Bolos                 | Dobles mixto                              | 20 de julio                         |
| Medalla de bronce                                     | Yersi Puello                 | Patinaje de velocidad | Sprint 500 m.                             | 19 de julio                         |

| Deporte               |   |   |   | Total |
| Patinaje de velocidad | 3 | 4 | 3 | 10    |
| Bolos                 | 1 | 1 | 0 | 2     |
| Total                 | 4 | 5 | 3 | 12    |

## Participantes
| N.º | Deporte               | Hombres | Mujeres | TOTAL |
| 1   | Bolos                 | 1       | 1       | 2     |
| 2   | Billar                | 2       | 0       | 2     |
| 3   | Esquí acuático        | 1       | 0       | 1     |
| 4   | Karate                | 1       | 0       | 1     |
| 5   | Natación con aletas   | 1       | 1       | 2     |
| 6   | Patinaje artístico    | 1       | 1       | 2     |
| 7   | Patinaje de velocidad | 5       | 6       | 11    |
| 8   | Raquetbol             | 0       | 1       | 1     |
|     | TOTAL                 | 13      | 9       | 22    |

## Participantes según deporte

### Bolos
| Atletas                       | Tipo       | Bloque 1  | Bloque 1  | Bloque 2                      | Bloque 2  | Round Robin | Round Robin | Semifinal  | Semifinal | Final       | Final     | Rango      |
| Atletas                       | Tipo       | Resultado | Rango     | Resultado                     | Rango     | Resultado   | Rango       | Op.        | Res.      | Op.         | Res.      | Rango      |
| ----------------------------- | ---------- | --------- | --------- | ----------------------------- | --------- | ----------- | ----------- | ---------- | --------- | ----------- | --------- | ---------- |
| Femenino                      |            |           |           |                               |           |             |             |            |           |             |           |            |
| Anggie Ramírez                | Individual | 1150      | 12        | 3669                          | 6         | 1974        | 9           | eliminada  | eliminada | eliminada   | eliminada | 9          |
| Masculino                     |            |           |           |                               |           |             |             |            |           |             |           |            |
| Manuel Otalora                | Individual | 1308      | 5         | 3779                          | 8         | 2240        | 2           | Adrian Ang | 184-181   | Wu Siu Hong | 445-367   | 01 ! [ 2 ] |
|                               |            |           |           |                               |           |             |             |            |           |             |           |            |
| Atletas                       | Tipo       | Juego 1-6 | Juego 1-6 | Final                         | Final     | Rango       |             |            |           |             |           |            |
| Atletas                       | Tipo       | Resultado | Rango     | Oponentes                     | Resultado | Rango       |             |            |           |             |           |            |
| Mixto                         |            |           |           |                               |           |             |             |            |           |             |           |            |
| Manuel Otalora Anggie Ramírez | Dobles     | 2605      | 1         | Kong Byoung-hee Gye Min-young | 710 -840  | 02 ! [ 3 ]  |             |            |           |             |           |            |

### Billar
| Masculino              |       |                       |       |           |           |           |           |           |           |           |           |
| Alexander Salazar Usme | Carom | Marco Zanetti         | 19-40 | eliminado | eliminado | eliminado | eliminado | eliminado | eliminado | eliminado | eliminado |
| Henry Samuel Díaz      | Carom | Daniel Sánchez Gálvez | 27-40 | eliminado | eliminado | eliminado | eliminado | eliminado | eliminado | eliminado | eliminado |

### Esquí acuático
| Masculino       |         |        |   |        |   |
| Esteban Siegert | Trucos  | 620.56 | 5 | 682.74 | 5 |
| Esteban Siegert | Eslalon | 750.00 | 6 | 742.42 | 7 |
| Esteban Siegert | Salto   | 850.44 | 7 | 972.48 | 2 |

### Karate
| Atletas              | Tipo    | Ronda 1             | Ronda 1            | Ronda 1            | Ronda 2   | Ronda 2   | Ronda 2   | Semifinales | Semifinales | Tercer puesto | Tercer puesto | Final     | Final     |
| Atletas              | Tipo    | Pelea 1             | Pelea 2            | Pelea 3            | Pelea 1   | Pelea 2   | Pelea 3   | Op.         | Resul.      | Op.           | Resul.        | Op.       | Resul.    |
| -------------------- | ------- | ------------------- | ------------------ | ------------------ | --------- | --------- | --------- | ----------- | ----------- | ------------- | ------------- | --------- | --------- |
| Masculino            |         |                     |                    |                    |           |           |           |             |             |               |               |           |           |
| Andrés Felipe Rendón | -60 kg. | Yahiro Tsuneari 0-2 | Douglas Santos 1-1 | Wen-Haung Hsia 0-2 | eliminado | eliminado | eliminado | eliminado   | eliminado   | eliminado     | eliminado     | eliminado | eliminado |

### Natación con aletas
| Femenino        |                  |       |   |           |           |
| Alix Pérez      | 50 m Apnea       | 16.99 | 5 | eliminada | eliminada |
| Masculino       |                  |       |   |           |           |
| Leonidas Romero | 100 m Superficie | 36.78 | 3 | 36.48     | 4         |

### Patinaje artístico
| Mixto                           |                       |   |   |   |   |   |      |   |
| Yuri Marcela Cruz César Parrado | Baile en equipo OD    | 5 | 5 | 5 | 5 | 5 | 77.5 | 5 |
| Yuri Marcela Cruz César Parrado | Baile en equipo libre | 4 | 5 | 5 | 4 | 5 | 328  | 5 |

### Patinaje de velocidad
| Atletas                      | Tipo                 | Clasificación | Clasificación | Cuartos de final | Cuartos de final | Semifinal | Semifinal | Final     | Final     | Rango       |
| Atletas                      | Tipo                 | Tiempo        | Rango         | Tiempo           | Rango            | Tiempo    | Rango     | Tiem.     | Ran.      | Rango       |
| ---------------------------- | -------------------- | ------------- | ------------- | ---------------- | ---------------- | --------- | --------- | --------- | --------- | ----------- |
| Femenino                     |                      |               |               |                  |                  |           |           |           |           |             |
| Estefanía Cuervo             | 300 m.               | 28.755        | 10            | n/a              | n/a              | n/a       | n/a       | 28.687    | 10        | 10          |
| Estefanía Cuervo             | 10 000 m Puntos      | DNS           | DNS           | DNS              | DNS              | DNS       | DNS       | DNS       | DNS       | DNS         |
| Estefanía Cuervo             | 1000 m               | n/a           | n/a           | 1:39.073         | 2                | 1:40.456  | 6         | eliminada | eliminada | eliminada   |
| Estefanía Cuervo             | 15 000 m Eliminación | n/a           | n/a           | n/a              | n/a              | n/a       | n/a       | LAP       | 12        | 12          |
| Estefanía Cuervo             | 500 m. Sprint        | n/a           | n/a           | 48.380           | 2                | DNF       | 5         | DNF       | DNF       | DNF         |
| Liana Holguin                | 10 000 m Puntos      | n/a           | n/a           | n/a              | n/a              | n/a       | n/a       | 0 Puntos  | 15        | 15          |
| Liana Holguin                | 1000 m               | n/a           | n/a           | 1:39.579         | 4                | 1:45.775  | 7         | eliminada | eliminada | eliminada   |
| Liana Holguin                | 15 000 m Eliminación | n/a           | n/a           | n/a              | n/a              | n/a       | n/a       | LAP       | 6         | 6           |
| Liana Holguin                | 500 m. Sprint        | DNS           | DNS           | DNS              | DNS              | DNS       | DNS       | DNS       | DNS       | DNS         |
| Briggitte Méndez             | 10 000 m Puntos      | n/a           | n/a           | n/a              | n/a              | n/a       | n/a       | 2 Puntos  | 4         | 4           |
| Briggitte Méndez             | 1000 m               | n/a           | n/a           | 1:37.748         | 3                | 1:36.441  | 4         | 1:53.164  | 6         | 6           |
| Briggitte Méndez             | 15 000 m Eliminación | n/a           | n/a           | n/a              | n/a              | n/a       | n/a       | LAP       | 8         | 8           |
| Briggitte Méndez             | 500 m. Sprint        | DNS           | DNS           | DNS              | DNS              | DNS       | DNS       | DNS       | DNS       | DNS         |
| Yersi Puello                 | 300 m.               | 28.232        | 6             | n/a              | n/a              | n/a       | n/a       | 28.352    | 5         | 5           |
| Yersi Puello                 | 10 000 m Puntos      | DNS           | DNS           | DNS              | DNS              | DNS       | DNS       | DNS       | DNS       | DNS         |
| Yersi Puello                 | 1000 m               | DNS           | DNS           | DNS              | DNS              | DNS       | DNS       | DNS       | DNS       | DNS         |
| Yersi Puello                 | 15 000 m Eliminación | DNS           | DNS           | DNS              | DNS              | DNS       | DNS       | DNS       | DNS       | DNS         |
| Yersi Puello                 | 500 m. Sprint        | n/a           | n/a           | 49.269           | 1                | 47.060    | 1         | 47.754    | 3         | 03 ! [ 24 ] |
| Martha Lucía Ramírez Cardona | 300 m.               | DNS           | DNS           | DNS              | DNS              | DNS       | DNS       | DNS       | DNS       | DNS         |
| Martha Lucía Ramírez Cardona | 10 000 m Puntos      | n/a           | n/a           | n/a              | n/a              | n/a       | n/a       | 19 Puntos | 2         | 02 ! [ 17 ] |
| Martha Lucía Ramírez Cardona | 1000 m               | n/a           | n/a           | 1:37.529         | 1                | 1:37.172  | 2         | 1:52.021  | 4         | 4           |
| Martha Lucía Ramírez Cardona | 15 000 m Eliminación | n/a           | n/a           | n/a              | n/a              | n/a       | n/a       | 26:58.713 | 2         | 02 ! [ 19 ] |
| Martha Lucía Ramírez Cardona | 500 m. Sprint        | n/a           | n/a           | 48.467           | 3                | eliminada | eliminada | eliminada | eliminada | eliminada   |
| Masculino                    |                      |               |               |                  |                  |           |           |           |           |             |
| Pedro Causil                 | 300 m.               | 25.995        | 3             | n/a              | n/a              | n/a       | n/a       | 26.094    | 3         | 03 ! [ 26 ] |
| Pedro Causil                 | 10 000 m Puntos      | n/a           | n/a           | n/a              | n/a              | n/a       | n/a       | 0 Puntos  | 19        | 19          |
| Pedro Causil                 | 1000 m               | n/a           | n/a           | 1:32.398         | 3                | 1:29.660  | 1         | 1:34.651  | 1         | 01 ! [ 28 ] |
| Pedro Causil                 | 15 000 m Eliminación | n/a           | n/a           | n/a              | n/a              | n/a       | n/a       | 24:45.523 | 5         | 5           |
| Pedro Causil                 | 500 m. Sprint        | n/a           | n/a           | 45.918           | 2                | 43.637    | 2         | 46.306    | 4         | 4           |
| Jorge Luis Cifuentes         | 10 000 m Puntos      | n/a           | n/a           | n/a              | n/a              | n/a       | n/a       | 0 Puntos  | 8         | 8           |
| Jorge Luis Cifuentes         | 1000 m               | n/a           | n/a           | 1:30.176         | 2                | 1:31.142  | 3         | eliminado | eliminado | eliminado   |
| Jorge Luis Cifuentes         | 15 000 m Eliminación | n/a           | n/a           | n/a              | n/a              | n/a       | n/a       | 24:33.214 | 1         | 01 ! [ 29 ] |
| Jorge Luis Cifuentes         | 500 m. Sprint        | n/a           | n/a           | 45.773           | 1                | 44.622    | 3         | eliminado | eliminado | eliminado   |
| Nelson Garzón                | 10 000 m Puntos      | n/a           | n/a           | n/a              | n/a              | n/a       | n/a       | 13 Puntos | 2         | 02 ! [ 27 ] |
| Nelson Garzón                | 1000 m               | n/a           | n/a           | 1:33.555         | 4                | eliminado | eliminado | eliminado | eliminado | eliminado   |
| Nelson Garzón                | 15 000 m Eliminación | n/a           | n/a           | n/a              | n/a              | n/a       | n/a       | 24:38.461 | 4         | 4           |
| Nelson Garzón                | 500 m. Sprint        | DNS           | DNS           | DNS              | DNS              | DNS       | DNS       | DNS       | DNS       | DNS         |
| Andrés Felipe Muñoz          | 300 m.               | 28.823        | 2             | n/a              | n/a              | n/a       | n/a       | 26.093    | 2         | 02 ! [ 26 ] |
| Andrés Felipe Muñoz          | 10 000 m Puntos      | n/a           | n/a           | n/a              | n/a              | n/a       | n/a       | 0 Puntos  | 11        | 11          |
| Andrés Felipe Muñoz          | 1000 m               | n/a           | n/a           | 1:29.955         | 1                | 1:30.586  | 2         | eliminado | eliminado | eliminado   |
| Andrés Felipe Muñoz          | 15 000 m Eliminación | n/a           | n/a           | n/a              | n/a              | n/a       | n/a       | 24:33.922 | 3         | 03 ! [ 29 ] |
| Andrés Felipe Muñoz          | 500 m. Sprint        | n/a           | n/a           | 46.125           | 1                | 43.900    | 1         | 43.685    | 1         | 01 ! [ 30 ] |

### Raquetbol
| Femenino       |            |                |            |           |           |           |           |           |           |
| Cristina Amaya | Individual | Cheryl Gudinas | 6:15, 5:15 | eliminada | eliminada | eliminada | eliminada | eliminada | eliminada |